# Josiah Stamp (1er baron Stamp)
Pour les articles homonymes, voir Stamp.
Josiah Charles Stamp, 1er baron Stamp, né à Kilburn le 21 juin 1880 et mort à Londres le 16 avril 1941, est un économiste, banquier et statisticien britannique.

## Biographie
Il est le cinquième de sept enfants. Éduqué dans une école privée à Goudhurst dans le Kent, il quitte l'école à l'âge de 16 ans et devient clerc au service public des impôts, où il fera alors carrière durant vingt-trois ans. Il poursuit parallèlement son éducation en autodidacte, s'apprenant l'économie, avant de s'inscrire à l'université de Londres où il obtient un diplôme de licence en 1911. En 1916 il décroche son diplôme de doctorat à la London School of Economics, pour sa thèse sur le sujet « revenus et propriété au Royaume-Uni : l'application des statistiques officielles aux problèmes économiques »,,,.
En 1919 il est recruté comme directeur par l'entreprise écossaise de chimie Nobel Industries Ltd, et la même année son travail de recherche lui vaut d'être nommé membre d'une commission royale devant conseiller le gouvernement en matière d'impôt sur le revenu. En 1920 il est fait chevalier de l'ordre de l'Empire britannique. 
En 1923 il représente le Royaume-Uni à une commission sur l'impôt à la Société des nations. En 1924 il est membre de la commission internationale qui produit le plan Dawes qui aménage les versements dus par l'Allemagne dans le cadre des réparations de la Première Guerre mondiale. Cette même année il est fait chevalier grand-croix de l'ordre de l'Empire britannique. En 1926 il est fait gouverneur et vice-président de la London School of Economics, ainsi que président de l'exécutif de la compagnie de chemin de fer London, Midland and Scottish Railway. En 1928 il est nommé directeur de la Banque d'Angleterre, et quitte l'entreprise Nobel Industries. Dans le même temps, il continue de publier les résultats de ses recherches en économie (dont l'ouvrage Principes de l'impôt en 1921), participe à divers comités, et délivre des cours magistraux à l'université de Cambridge, à l'université d'Oxford et à l'université de Liverpool,,,.

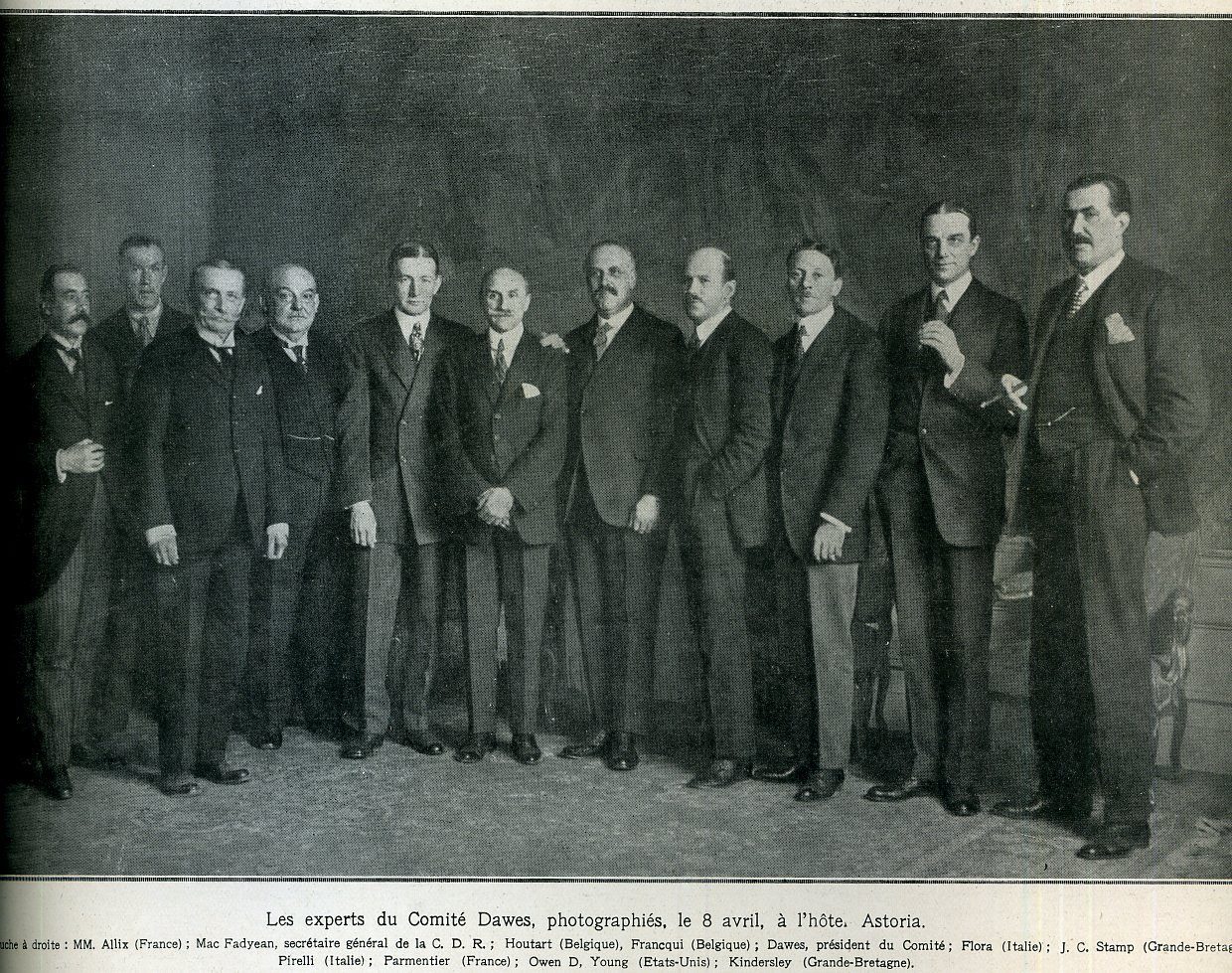
Le comité d'experts financiers présidé par Charles Dawes en 1924. Josiah Stamp est 7e en partant de la gauche.

En 1935 il est élu maire de Beckenham, nommé président de la Royal Statistical Society, et fait chevalier grand-croix de l'ordre du Bain. En juin 1938 il est anobli, fait baron avec un siège à la Chambre des lords. À partir de 1939 il est le principal conseiller économique du gouvernement. Il est tué par le Blitz, le bombardement nocturne allemand sur Londres durant la Seconde Guerre mondiale. L'abri anti-aérien dans lequel il se trouve avec sa famille est atteint par un obus, qui entre autres tue le baron Stamp, son épouse et leur fils aîné. Des sept personnes se trouvant dans l'abri, seule une domestique de la famille survit. Son fils aîné Wilfrid est considéré légalement comme ayant survécu quelques instants à son père, et donc comme ayant été le 2e baron Stamp durant ces instants ; c'est ainsi le deuxième fils de Josiah Stamp, Trevor, qui devient le 3e baron Stamp et hérite d'un siège à la Chambre des lords, jusqu'à sa mort en 1987,,. 
Le baron Josiah Stamp est l'un des cinquante-six parlementaires britanniques morts à la Seconde Guerre mondiale et commémorés par un vitrail au palais de Westminster.